# 烏利亞尼夫卡 (巴爾區)
49°1′47″N 27°49′17″E / 49.02972°N 27.82139°E
烏利亞尼夫卡（烏克蘭語：Улянівка），是烏克蘭的村落，位於該國西南部文尼察州，由日梅林卡區負責管轄，面積0.15平方公里，海拔高度355米，2001年人口60，人口密度每平方公里392.16人。